# Leticia Calderón
Leticia Calderón, właściwie Carmen Leticia Calderón León (ur. 15 lipca 1968 w Meksyku) – meksykańska aktorka. Międzynarodową popularność przyniosła jej tytułowa rola w serialu Esmeralda.

## Życie prywatne
Była dwukrotnie zamężna. Najpierw z dentystą Marco Lópezem (w latach 1997–1999), następnie z prawnikiem Juanem Collado (w latach 2003–2008). Z tym ostatnim ma dwóch synów: Luciana i Carla. Starszy syn – Luciano ma zespół Downa oraz dodatkowo cierpi na dysautonomię. W 2009 roku została wydana książka jej autorstwa pt. Luciano: un ángel en mi vida – autobiograficzna historia opowiadająca o pierwszych 5 latach życia chorego syna Luciana. W książce tej Leticia jako matka dzieli się swoimi doświadczeniami w wychowywaniu dziecka z zespołem Downa.
Małżeństwo z Juanem Collado rozbiła aktorka Yadhira Carrillo, z którą Collado miał romans. Obecnie wszyscy utrzymują przyjazne stosunki dla dobra dzieci. Sama Carrillo twierdzi, że kocha dzieci Letici, tak jakby były jej własnymi.
Juan Collado i Yadhira Carrillo pobrali się 31 marca 2012 roku w Colegio de Las Vizcaínas w Meksyku.

## Leticia Calderón w Polsce
Leticia Calderón znana jest w Polsce m.in. z telenowel: Płonąca pochodnia (1997), Esmeralda (1997), Daniela i przyjaciele (1999), Labirynt namiętności (1999-2000) i Prawdziwa miłość (2003).
W lutym 1999 roku aktorka gościła w Polsce na zaproszenie telewizji TVN. Tłumy polskich fanów czekało na nią na lotnisku. W czasie swojego kontaktu z fanami rozdawała autografy i podpisywała zdjęcia. Pobyt aktorki w Polsce trwał 6 dni (od 14 do 19 lutego 1999). Do Polski przyjechała wraz z matką i swoim menadżerem. Jej mąż (Marco López) został sam w Meksyku (aktorka nie miała z nim dzieci).
W niedzielę 14 lutego samolot z Leticią Calderón wylądował w Polsce. Aktorka była gościem specjalnego wydania programu Pod napięciem. W drugi dzień wizyty odwiedziła stację TVN oraz była gościem programu Multikino. Spotkała się z fanami na warszawskiej Promenadzie. We wtorek odwiedziła Dom samotnej matki w Chyliczkach. Z fanami spotkała się w Łódzkim Centrum Handlowym. Trzeci dzień wizyty Esmeraldy w Polsce obejmował Łódzkie Centrum Handlowe GustPol. Gospodarze spotkania ufundowali dla aktorki wiele prezentów. Uwędzono specjalną szynkę nazwaną na cześć aktorki Esmeralda. Otworzono małą kawiarenkę jej imienia. Gwiazda dostała także polską wódkę. Spotkanie prowadził Brian Scott. W środę Leticia przybyła do Czeladzi koło Katowic, gdzie miała się spotkać z fanami, do spotkania jednak nie doszło. Wieczorem uczestniczyła w uroczystej kolacji. W czwartek aktorka poświęciła czas na zakupy w Polsce (przymierzała ubrania i kupowała pamiątki). W piątek – w ostatni dzień wizyty w Polsce pożegnała się z fanami na Warszawskim Okęciu. Ostatni wieczór w Polsce spędziła w rosyjskiej restauracji Carina, gdzie z rąk właścicielki Magdy Gessler dostała w prezencie tort, a od telewizji TVN otrzymała porcelanową zastawę. Esmeralda i jej matka były także gośćmi honorowymi w klubie nocnym Barbados w Warszawie.

## Wybrana filmografia
- 1983: Chispita
- 1983: Amalia Batista jako Leticia
- 1984: Principessa jako Vicky
- 1986: Monte Calvario jako Tere
- 1987: Tal como somos jako Meche
- 1987: La Indomable jako María Fernanda
- 1989: La Casa al final de la calle jako Teresa Altamirano Najera
- 1990: Yo compro esa mujer jako Ana Cristina
- 1991: Valeria y Maximiliano jako Valeria Landero
- 1993: Entre la vida y la muerte jako Susana Trejos
- 1994: Prisionera de amor jako Consuelo
- 1997: Płonąca pochodnia (La Antorcha encendida) jako Teresa de Muniz
- 1997: Esmeralda jako Esmeralda
- 1998: Angelito mío
- 1999: Daniela i przyjaciele (El Diario de Daniela) jako Lenore Monroy
- 1999: Cuento de Navidad jako Duch Świąt Bożego Narodzenia
- 1999-2000: Labirynt namiętności (Laberintos de pasión) jako Julieta Valderrama
- 2003: Prawdziwa miłość (Amor real) jako Hanna de la Corcuera
- 2006: Heridas de amor jako Fernanda de Aragón
- 2008-2009: En nombre del amor[21] jako Carlota Espinoza de los Monteros
- 2011: Miłość i przeznaczenie (La Fuerza del Destino) jako Alicia Villagómez
- 2012: Nieposkromiona miłość (Amor Bravío) jako Isadora Viuda de Lazcano
- 2015: A que no me dejas jako Inés Urrutia de Murat
- 2016: Kobiety w czerni (Mujeres de negro)[22] jako Irene Palazuelos Mondragón

## Nagrody i nominacje
- 2009: Złoty Mikrofon[23]

### Premios TVyNovelas
| Rok  | Kategoria                         | Telenowela                | Wynik     |
| ---- | --------------------------------- | ------------------------- | --------- |
| 2016 | Najlepsza aktorka pierwszoplanowa | A que no me dejas         | Wygrana   |
| 2013 | Najlepsza złoczyńczyni            | Nieposkromiona miłość     | Wygrana   |
| 2010 | Najlepsza antagonistka            | En nombre del amor        | Wygrana   |
| 2000 | Najlepsza protagonistka           | Labirynt namiętności      | Wygrana   |
| 1998 | Najlepsza protagonistka           | Esmeralda                 | Nominacja |
| 1997 | Najlepsza protagonistka           | Płonąca pochodnia         | Nominacja |
| 1994 | Najlepsza protagonistka           | Entre la vida y la muerte | Nominacja |
| 1993 | Najlepsza protagonistka           | Valeria y Maximiliano     | Nominacja |
| 1991 | Najlepsza protagonistka           | Yo compro esa mujer       | Nominacja |
| 1987 | Najlepsza aktorka młodzieżowa     | La indomable              | Wygrana   |
| 1984 | Najlepsza debiutująca aktorka     | Amalia Batista            | Wygrana   |

### Cocktail de la Moda
| Rok  | Kategoria                                  | Wynik   |
| ---- | ------------------------------------------ | ------- |
| 2012 | Specjalne uznanie dla kariery artystycznej | Wygrana |

### Premios People en Español
| Rok  | Kategoria              | Telenowela            | Wynik     |
| ---- | ---------------------- | --------------------- | --------- |
| 2012 | Najlepsza złoczyńczyni | Nieposkromiona miłość | Wygrana   |
| 2009 | Najlepsza złoczyńczyni | En nombre del amor    | Nominacja |

### Premios ACE (Nowy Jork)
| Rok  | Kategoria                         | Telenowela         | Wynik     |
| ---- | --------------------------------- | ------------------ | --------- |
| 2010 | Najlepsza aktorka                 | En nombre del amor | Wygrana   |
| 1999 | Międzynarodowa postać żeńska roku | Esmeralda          | Nominacja |

### Wiktory (Słowenia)
| Rok  | Kategoria                                | Telenowela | Wynik   |
| ---- | ---------------------------------------- | ---------- | ------- |
| 1998 | Najbardziej popularny serial zagraniczny | Esmeralda  | Wygrana |